# 12 Horas de Bathurst
As 12 Horas de Bathurst, atualmente conhecida como Meguiar's Bathurst 12 Hour por motivos de patrocínio, é uma corrida anual de resistência para carros GT e de produção realizada no Mount Panorama Circuit, em Bathurst, Austrália . A corrida foi realizada pela primeira vez em 1991 para carros de produção em série e mudou-se para o Eastern Creek Raceway de Sydney em 1995 antes de ser descontinuada. A corrida foi reactivada em 2007, novamente para carros de produção, antes de adicionar uma nova classe para GT3 e outros carros GT em 2011 . Isso levou a uma exposição nacional e internacional sem precedentes para o evento. Ao todo, foram realizadas vinte e uma corridas; vinte em Mount Panorama e um em Eastern Creek Raceway (Sydney Motorsport Park).
Dos pilotos da lusofonia, Augusto Farfus é o único brasileiro até então e também o primeiro piloto da América que venceu a prova, feito conquistado na edição de 2025, correndo pela equipe Team WRT . O piloto português Álvaro Parente também venceu a prova em 2016 .

## Enquadramento
O evento foi inspirado na longa corrida de carros de produção Bathurst 500, que começou no Phillip Island Grand Prix Circuit em Victoria em 1960 (antes de se mudar para Bathurst em 1963) como uma corrida para carros de produção com modificações mínimas. Em 1973, quando a corrida foi ampliada de 500 milhas para 1.000 quilômetros, os regulamentos mudaram de carros de produção para carros de turismo modificados. As 12 Horas de Bathurst foram concebidas para recriar a sensação original da corrida 1000 km de Bathurst, ao mesmo tempo que proporciona um teste único na corrida de longa distância, em vez de replicar o evento de 1.000 quilômetros.

## História

### Origens nos carros de produção
Em 1990, Vincent Tesoriero, um promotor de corridas e ex-concorrente dos 1000 km de Bathurst, olhou para o declínio dos carros de turismo do Grupo A na Austrália e viu uma oportunidade de realizar uma corrida de resistência de 12 horas para carros de produção em Mount Panorama. Tesoriero garantiu o patrocinador de longa data do Bathurst 1000, James Hardie, como patrocinador do evento no final de 1990, deixando tempo limitado para lançar e organizar o evento para o fim de semana da Páscoa em 1991. Os regulamentos de corrida foram baseados nas regras de carros de produção Grupo 3E então em uso no Campeonato Australiano de Carros de Produção para sedãs de passageiros de quatro e seis cilindros naturalmente aspirados, mas também permitiam carros turboalimentados e com motor V8 que haviam sido proibidos no Campeonato de Carros de Produção em 1990. Apesar do prazo curto, vinte e quatro carros foram inscritos para a primeira corrida, distribuídos por seis classes diferentes com base na cilindrada do motor e na especificação desportiva. Carros desportivos exóticos com motor central e carros GT não eram elegíveis para participar.
A corrida estava originalmente programada para acontecer das 9h às 21h, mas foi proibida pelo Conselho Regional de Bathurst . Em vez disso, a corrida aconteceria das 5h15 às 17h15, com as duas horas finais transmitidas pela Network Ten. Apesar da duração do evento, os concorrentes se mostraram extremamente confiáveis, com vinte carros terminando a corrida. A corrida foi vencida por Allan Grice, Peter Fitzgerald e Nigel Arkell competindo com o Toyota Supra Turbo de especificação do Campeonato de Carros de Produção de 1989 de Fitzgerald.
Em 1992, equipas apoiadas pelos fabricantes começaram a aparecer com grandes equipas inscritas e financiadas pela Mazda, Holden, Citroën e Peugeot. A Porsche também forneceria suporte de fábrica a partir de 1993. Honda, Nissan, Maserati, BMW e Lotus também foram representadas, mas não por equipas apoiadas pela fábrica. A equipa Mazda dominaria o evento com o Mazda RX-7, vencendo as três corridas consecutivas seguintes em Mount Panorama.
Enfrentando custos crescentes, o evento de 1995 foi transferido de Bathurst para Eastern Creek Raceway em Sydney, e do fim de semana de Páscoa para agosto, antes da corrida ser interrompida em 1996.

### Hiato
Depois de vários anos sem grandes corridas para carros de produção, o conceito foi revivido com as curtas corridas 24 Horas de Bathurst em 2002 e 2003 . As corridas foram disputadas pelos proprietários da Nations Cup, PROCAR, e foram dominadas pelos Holden Monaro 427C da Garry Rogers Motorsport . As 24 horas de Bathurst duraram apenas dois anos antes que o proprietário da PROCAR, Ross Palmer, fosse forçado a abandonar a corrida devido ao aumento dos custos.

### Renascimento
As 12 Horas de Bathurst foram retomadas com sucesso em 2007 como parte do Bathurst Motorsport Festival. Enquanto James O'Brien, que planeou o retorno do evento, planeou que os carros GT compartilhassem o evento com carros de produção, o retorno da corrida começou com regulamentos próximos ao seu conceito original como uma corrida para carros de produção. 32 carros foram inscritos para a corrida de 2007, que foi vencida por Garry Holt, Paul Morris e Craig Baird em um BMW 335i. A vitória ocorreu dez anos depois que Morris e Baird venceram o AMP Bathurst 1000 de 1997 num BMW, apenas para mais tarde serem desqualificados por excederem os regulamentos de tempo do piloto. A corrida foi uma antevisão deste período da prova, que teve a BMW e a Mitsubishi como principais concorrentes. A Subaru em 2007 com os pilotos de rali Chris Atkinson, Dean Herridge e Cody Crocker seria o único outro fabricante a terminar a corrida entre os dois primeiros entre 2007 e 2010.
As corridas de 2008 e 2009 foram vencidas por Mitsubishi Lancers, com Rod Salmon e Damien White em ambas as equipas. A corrida de 2009 foi particularmente dominada pela Mitsubishi, com a marca a terminar nas quatro primeiras posições. Garry Holt repetiria então a vitória de 2007 em 2010, pilotando novamente com Morris e também com John Bowe . A corrida foi interrompida por uma hora depois que uma árvore caiu na Conrod Straight. O número de inscrições cresceu ao longo deste período de produção, atingindo um pico de 48 em 2009, enquanto a corrida final realizada estritamente de acordo com os regulamentos de automóveis de produção em 2010 atraiu 42 inscrições. Durante este período, o evento em si cresceu em estatura a cada ano, consolidando-se firmemente como um dos maiores encontros de corrida no início da temporada nacional de corridas australianas, juntamente com o Adelaide 500 e o Grande Prêmio da Austrália .

### Expansão internacional
Em 2011, carros com especificação GT3 foram autorizados a participar da corrida de 12 horas pela primeira vez. Apesar disso, o número de inscrições caiu drasticamente, já que muitas das equipas de carros de produção, desiludidas com a mudança para o GT, decidiram não correr. Dos 26 carros que competiram em 2011, apenas oito correram nas classes de carros de produção, em comparação com os 42 que compuseram a grelha completa de 2010. A Joest Racing, com sede na Alemanha, dominou o evento de 2011, com os dois Audi R8 LMS GT3 da equipa terminando em primeiro e segundo, uma volta à frente do terceiro colocado, da Porsche. 2012 viu outra pequena grelha de apenas 25 carros. A Audi venceu a corrida pelo segundo ano consecutivo, desta vez com a equipa DTM e FIA GT1 Phoenix Racing .
O evento de 2013 encerrou a sequência de dois anos de números fracos de inscrições, com uma grelha recorde de mais de 50 carros. Outra novidade no evento foi a prova de abertura do Campeonato Australiano de GT de 2013 incorporada na primeira hora da corrida. Os resultados da prova do Campeonato GT foram baseados nas posições dos carros que optaram por correr por pontos do Campeonato GT no final da primeira hora de corrida. As equipas poderiam então continuar e completar a corrida completa ou retirar seus carros após a primeira hora. Os pilotos foram autorizados a cruzar os carros para que pudessem competir com um carro na corrida de uma hora do Campeonato GT e depois conduzir outro carro inscrito durante as 12 horas completas. A Erebus Motorsport conquistou a primeira vitória de uma equipa australiana sob os regulamentos GT, com os pilotos alemães Bernd Schneider, Thomas Jäger e Alexander Roloff levando seu Mercedes-Benz SLS AMG à vitória.
A Maranello Motorsport obteve uma vitória comovente no evento de 2014 - o ex-piloto da equipa, Allan Simonsen, morreu num acidente nas 24 Horas de Le Mans de 2013 - com o piloto do V8 Supercar Craig Lowndes evitando um ataque tardio do piloto alemão Maximilian Buhk para conquistar a vitória. 2014 também viu a introdução do Troféu Allan Simonsen Pole Position, nomeado em homenagem a Simonsen, para ser concedido ao carro mais rápido na qualificação. A corrida de 2015 contou com um recorde de vinte períodos de safety car, o último ocorrendo a poucos minutos do final da corrida. Katsumasa Chiyo, pilotando um Nissan GT-R, assumiu a liderança a duas voltas do fim para dar à Nissan sua primeira grande vitória em Mount Panorama desde o Bathurst 1000 de 1992 .
Em agosto de 2015, a empresa Supercars Events, propriedade da V8 Supercars, comprou 50% das 12 Horas de Bathurst, juntando-se aos co-proprietários existentes do Conselho Regional de Bathurst. Isso seguiu-se a um confronto de data entre o dia de testes de pré-temporada de 2015 das 12 Horas de 2015 e do V8 Supercars de 2015, que viu os pilotos do V8 Supercar, como o vencedor das 12 Horas de 2014, Lowndes, forçados a participar do dia de teste e não poder correr no 12 horas. Com um foco crescente nos carros GT3 e um número cada vez menor de carros de produção, os ex-organizadores das 12 Horas, Yeehah Events, anunciaram a criação das 6 Horas de Bathurst baseada em carros de produção, para 2016, para restaurar uma corrida de resistência de Bathurst para a categoria de produção. As 6 Horas de Bathurst fazem agora parte do Bathurst Motor Festival na Páscoa.

### Intercontinental GT Challenge
A corrida de 2016 foi a corrida inaugural do recém-criado Intercontinental GT Challenge, que no seu primeiro ano também incluiu as 12 Horas de Sepang e as 24 Horas de Spa e é organizada pela <a href="https://en.wikipedia.org/wiki/St%C3%A9phane_Ratel_Organisation" rel="mw:ExtLink" title="Stéphane Ratel Organisation" class="mw-redirect cx-link" data-linkid="263">Stéphane Ratel Organisation</a>. O evento em si viu o ritmo recorde de Shane van Gisbergen na qualificação e a corrida para levar seu Tekno Autosports McLaren 650S GT3 à vitória ao lado do piloto de fábrica da McLaren Álvaro Parente e do proprietário/piloto da equipa Tekno Jonathon Webb. O evento de 2017 viu a introdução de uma classe GT3 totalmente profissional pela primeira vez, com a corrida recebendo 55 inscrições, o maior número desde o renascimento do evento. Na corrida em si, a Maranello Motorsport repetiu o triunfo de 2014, com o piloto finlandês Toni Vilander unindo-se a Lowndes e Jamie Whincup para receber o Australian Tourist Trophy, que se tornou o troféu perpétuo para o vencedor absoluto.
A corrida de 2018 terminou antes das doze horas de duração devido a um grande acidente em Sulman Park envolvendo Ash Walsh, Bryce Fullwood e John Martin, que levou Walsh e Martin a serem transportados para o hospital. Isso significou que a equipa da Audi Sport Team WRT de Robin Frijns, Stuart Leonard e Dries Vanthoor levou a bandeira de vitória, apesar das dúvidas sobre se teriam combustível para vencer a corrida se não houvesse interrupção. Em 2019, a corrida teve uma quantidade sem precedentes de corrida com bandeira verde, levando ao estabelecimento de um recorde de distância. Depois de cair do primeiro para o quarto lugar no último pit stop, Matt Campbell completou três ultrapassagens, incluindo uma a Chaz Mostert que exigiu uma investigação pós-corrida, para conquistar a primeira vitória da Porsche na corrida ao lado de Dennis Olsen e Dirk Werner. A corrida de 2020 quebrou novamente o recorde de distância, com a Bentley conquistando sua primeira vitória no evento em seis tentativas. A grelha foi reduzida em cinco carros antes da corrida, com vários acidentes graves nos treinos e na qualificação.

### Impacto da COVID-19
Em outubro de 2020, a corrida de 2021 foi cancelada, principalmente devido às restrições de viagens internacionais causadas pela pandemia de COVID-19 na Austrália. A Supercars, co-proprietária do evento, correu o Mount Panorama 500 em fevereiro como a prova de abertura do 2021 Supercars Championship. Após novas preocupações com o COVID-19, a corrida de 2022 foi adiada de fevereiro para maio. O evento de 2022 também apresentou várias mudanças importantes no regulamento, incluindo a remoção da classe totalmente profissional pela primeira vez desde 2016. Vinte carros participaram da corrida, que contou com corridas prolongadas antes do amanhecer, temperaturas mais amenas e neblina devido à data de outono, além de chuva intermitente ao longo do dia. Tendo terminado em segundo lugar em 2018, Kenny Habul, dono de uma propriedade na Conrod Straight, levou a sua equipa SunEnergy1 Racing à vitória. A equia incluia Jules Gounon que venceu a prova em corridas consecutivas, tendo feito parte da equipa da Bentley em 2020.

## Vencedores
Os eventos que não foram realizados no Circuito Mount Panorama são indicados por um fundo rosa.
| Ano         | Pilotos                                                    | Carro                                                      | Equipa                                                     | Voltas                                                     | Distância                                                  |
| ----------- | ---------------------------------------------------------- | ---------------------------------------------------------- | ---------------------------------------------------------- | ---------------------------------------------------------- | ---------------------------------------------------------- |
| 1991        | Nigel Arkell Peter Fitzgerald Allan Grice                  | Toyota Supra Turbo                                         | Fitzgerald Racing                                          | 242                                                        | 1503.546 km                                                |
| 1992        | Mark Gibbs Charlie O'Brien Garry Waldon                    | Mazda RX-7                                                 | Mazda Australia                                            | 254                                                        | 1578.102 km                                                |
| 1993        | Alan Jones Garry Waldon                                    | Mazda RX-7                                                 | Mazda Australia                                            | 263                                                        | 1634.019 km                                                |
| 1994        | Neil Crompton Gregg Hansford                               | Mazda RX-7                                                 | Mazda Motorsport                                           | 262                                                        | 1627.806 km                                                |
| 19951       | John Bowe Dick Johnson                                     | Mazda RX-7                                                 | Mazda Motorsport                                           | 409                                                        | 1607.370 km                                                |
| 1996 – 2006 | Não realizada Ver também: 24 Horas de Bathurst (2002–2003) | Não realizada Ver também: 24 Horas de Bathurst (2002–2003) | Não realizada Ver também: 24 Horas de Bathurst (2002–2003) | Não realizada Ver também: 24 Horas de Bathurst (2002–2003) | Não realizada Ver também: 24 Horas de Bathurst (2002–2003) |
| 2007        | Craig Baird Garry Holt Paul Morris                         | BMW 335i                                                   | Eastern Creek Karts P/L                                    | 257                                                        | 1596.741 km                                                |
| 2008        | Graham Alexander Rod Salmon Damien White                   | Mitsubishi Lancer Evo IX                                   | SKWIRK.com                                                 | 253                                                        | 1571.889 km                                                |
| 2009        | Tony Longhurst Rod Salmon Damien White                     | Mitsubishi Lancer Evo X                                    | Team Mitsubishi Ralliart Australia                         | 239                                                        | 1484.907 km                                                |
| 2010        | John Bowe Garry Holt Paul Morris                           | BMW 335i                                                   | Eastern Creek International Karting                        | 2022                                                       | 1255.026 km                                                |
| 2011        | Marc Basseng Christopher Mies Darryl O'Young               | Audi R8 LMS GT3                                            | Joest Racing                                               | 292                                                        | 1814.196 km                                                |
| 2012        | Darryl O'Young Christer Jöns Christopher Mies              | Audi R8 LMS GT3                                            | Phoenix Racing                                             | 270                                                        | 1677.510 km                                                |
| 2013        | Thomas Jäger Alexander Roloff Bernd Schneider              | Mercedes-Benz SLS AMG GT3                                  | Erebus Motorsport                                          | 268                                                        | 1665.084 km                                                |
| 2014        | John Bowe Peter Edwards Craig Lowndes Mika Salo            | Ferrari 458 Italia GT3                                     | Maranello Motorsport                                       | 296                                                        | 1839.048 km                                                |
| 2015        | Katsumasa Chiyo Wolfgang Reip Florian Strauss              | Nissan GT-R NISMO GT3                                      | NISMO Athlete Global Team                                  | 269                                                        | 1671.297 km                                                |
| 2016        | Álvaro Parente Shane van Gisbergen Jonathon Webb           | McLaren 650S GT3                                           | Tekno Autosports                                           | 297                                                        | 1845.261 km                                                |
| 2017        | Craig Lowndes Jamie Whincup Toni Vilander                  | Ferrari 488 GT3                                            | Maranello Motorsport                                       | 290                                                        | 1801.770 km                                                |
| 2018        | Robin Frijns Stuart Leonard Dries Vanthoor                 | Audi R8 LMS GT3                                            | Audi Sport Team WRT                                        | 2713                                                       | 1683.723 km                                                |
| 2019        | Dirk Werner Dennis Olsen Matt Campbell                     | Porsche 911 GT3 R                                          | Earl Bamber Motorsport                                     | 312                                                        | 1938.456 km                                                |
| 2020        | Jules Gounon Jordan Pepper Maxime Soulet                   | Bentley Continental GT3                                    | Bentley Team M-Sport                                       | 314                                                        | 1950.882 km                                                |
| 2021        | Não realizada                                              | Não realizada                                              | Não realizada                                              | Não realizada                                              | Não realizada                                              |
| 2022        | Kenny Habul Martin Konrad Jules Gounon Luca Stolz          | Mercedes-AMG GT3 Evo                                       | SunEnergy1 Triple Eight Race Engineering                   | 291                                                        | 1807.983 km                                                |
| 2023        | Kenny Habul Jules Gounon Luca Stolz                        | Mercedes-AMG GT3 Evo                                       | SunEnergy1 AKKodis ASP Team                                | 3234                                                       | 2006.799 km                                                |
| 2024        | Ayhancan Güven Laurens Vanthoor Matt Campbell              | Porsche 911 GT3 R (992)                                    | Manthey EMA Motorsport                                     | 275                                                        | 1708.575 km                                                |
| 2025        | Augusto Farfus Kelvin van der Linde Sheldon van der Linde  | BMW M4 GT3                                                 | Team WRT                                                   | 306                                                        | 1901.178 km                                                |

Notas
↑1  – A corrida de 1995 foi realizada na Eastern Creek Raceway como 1995 Eastern Creek 12 Hour.
↑2  – A corrida de 2010 esteve parada sob bandeira vermelha durante cerca de uma hora após a queda de uma árvore em Conrod Straight, que teve de ser removida.
↑3  – A corrida de 2018 recebeu a bandeira vermelha na volta 273 no seguimento de um acidente em cadeia em Sulman Park às 17h25 da tarde, quando faltavam vinte minutos para o final da corrida. Como foi impossível de remover os destroços da pista de forma a retomar a corrida antes da hora limite 17h43 (os regulamentos estipulam que a corrida começam às 5h45 e terminam com uma volta completa após o líder cruzar a linha de meta após as 17h43), os resultados da corrida reportaram à volta 271, significando que 2 dos 3 carros envolvidos no acidente acabaram classificados.
↑4  – Recorde da corrida para voltas e distância percorrida.

## Vários vencedores

### Por piloto
| Vitórias | Pilotos        | Anos             |
| -------- | -------------- | ---------------- |
| 3        | John Bowe      | 1995, 2010, 2014 |
| 3        | Jules Gounon   | 2020, 2022, 2023 |
| 2        | Harry Waldon   | 1992, 1993       |
| 2        | Rod Salmão     | 2008, 2009       |
| 2        | Damião Branco  | 2008, 2009       |
| 2        | Gary Holt      | 2007, 2010       |
| 2        | Paulo Morris   | 2007, 2010       |
| 2        | Cristóvão Mies | 2011, 2012       |
| 2        | Darryl O'Young | 2011, 2012       |
| 2        | Craig Lowndes  | 2014, 2017       |
| 2        | Matt Campbell  | 2019, 2024       |
| 2        | Kenny Habul    | 2022, 2023       |
| 2        | Luca Stolz     | 2022, 2023       |

### Por construtor
| Vitórias | Construtor   | Anos                   |
| -------- | ------------ | ---------------------- |
| 4        | Mazda        | 1992, 1993, 1994, 1995 |
| 3        | Audi         | 2011, 2012, 2018       |
| 3        | Mercedes-AMG | 2013, 2022, 2023       |
| 3        | BMW          | 2007, 2010, 2025       |
| 2        | Mitsubishi   | 2008, 2009             |
| 2        | Ferrari      | 2014, 2017             |
| 2        | Porsche      | 2019, 2024             |

## Troféu Pole Position Allan Simonsen
Em 2014, foi introduzido um troféu para o tempo mais rápido na qualificação, em homenagem a Allan Simonsen, que morreu nas 24 Horas de Le Mans de 2013 . Simonsen, que correu várias vezes na Austrália como parte de uma carreira longa e variada, detinha o recorde de volta de corrida das 12 Horas de Bathurst na época, além de fazer a volta mais rápida cronometrada oficialmente ao redor do Monte Panorama num carro de rodas fechadas. A introdução do troféu coincidiu com o relaxamento das restrições de qualificação dos anos anteriores, com a retirada do tempo mínimo permitido por volta (dois minutos e seis segundos), permitindo assim uma grande melhoria nos tempos de qualificação. Apesar do nome, o troféu é concedido ao tempo de qualificação mais rápido, e não ao carro que larga na pole position em caso de penalidade na grelha de partida, como ocorreu inicialmente em 2019.
Em 2014, a antiga equipa de Simonsen nas 12 Horas, Maranello Motorsport, perdeu por pouco a pole para Maro Engel por menos de um décimo de segundo. A Maranello venceu a corrida. Em 2015, Laurens Vanthoor estabeleceu o tempo mais rápido já registrado oficialmente no Monte Panorama na qualificação. Este tempo duraria apenas doze meses, com Shane van Gisbergen batendo o tempo por mais de um segundo na qualificação para a corrida de 2016. Em 2017, foi introduzido um shootout entre os dez primeiros, de acordo com o Bathurst 1000, com o tempo mais rápido conquistando o troféu. Em 2018, Chaz Mostert tornou-se o primeiro australiano a levar o troféu, além de tornar a BMW o quinto fabricante a ganhar o troféu nos cinco anos desde a sua criação.
A batalha pelo troféu de 2019 teve várias reviravoltas, com o Aston Martin V12 Vantage GT3 de Jake Dennis inicialmente levando o troféu depois de estabelecer o tempo mais rápido no Top 10 Shootout, apesar de uma penalidade de dois lugares na grelha de partida que ele havia recebido anteriormente por exceder o limite de velocidade na via das boxes. Posteriormente, o carro foi excluído do Top 10 Shootout por infração técnica, concedendo o troféu ao Mercedes-AMG GT3 de Raffaele Marciello. No retorno da corrida em 2022, o shootout de uma volta foi substituído por duas sessões de quinze minutos devido a preocupações com a baixa temperatura dos pneus, a primeira do 6º ao 10º e a segunda do 1º ao 5º da sessão anterior de qualificação. Ao longo das sessões, Chaz Mostert tornou-se no primeiro piloto a ganhar o troféu pela segunda vez, conquistando a pole pela menor margem da história da corrida.
| Ano  | Piloto                | Carro                     | Equipa                                | Tempo da volta |
| ---- | --------------------- | ------------------------- | ------------------------------------- | -------------- |
| 2014 | Maro Engel            | Mercedes-Benz SLS AMG GT3 | Erebus Motorsport                     | 2:03.8586      |
| 2015 | Laurens Vanthoor      | Audi R8 LMS Ultra         | Corrida de Fênix                      | 2:02.5521      |
| 2016 | Shane van Gisbergen   | McLaren 650S GT3          | Tekno Autosports                      | 2:01.2860      |
| 2017 | Toni Vilander         | Ferrari 488 GT3           | Maranello Motorsport                  | 2:02.8610      |
| 2018 | Chaz Mostert          | BMW M6 GT3                | Schnitzer Automobilismo               | 2:01.9340      |
| 2019 | Raffaele Marciello    | Mercedes-AMG GT3          | GrupoM Racing                         | 2:02.9348      |
| 2020 | Matt Campbell         | Porsche 911 GT3R          | Corrida Absoluta                      | 2:03.5554      |
| 2021 | Não atribuído         | Não atribuído             | Não atribuído                         | Não atribuído  |
| 2022 | Chaz Mostert          | Audi R8 LMS Evo II        | Melbourne Performance Centre          | 2:02.4930      |
| 2023 | Maro Engel            | Mercedes-AMG GT3          | GrupoM Racing                         | 2:00.8819      |
| 2024 | Sheldon van der Linde | BMW M4 (G82) GT3          | Team WRT                              | 2:01.9810      |
| 2025 | Lucas Auer            | Mercedes-AMG GT3 Evo      | Mercedes-AMG Team Craft-Bamboo Racing | 2:01.2760      |

## Patrocinadores do evento
- 1991–94: James Hardie
- 2007–09: Wright Patton Shakespeare (WPS)
- 2010–12: Armor all
- 2013–2020, 2022–2023: Liqui Moly[49]
- 2024: Repco